# Sent
Sent (německy Sins) je bývalá samostatná obec ve švýcarském kantonu Graubünden, okresu Engiadina Bassa/Val Müstair, dnes součást obce Scuol. Nachází se v údolí Engadin, asi 52 kilometrů severovýchodně od Svatého Mořice a 39 kilometrů východně od Davosu v nadmořské výšce 1 440 metrů. Má zhruba 900 obyvatel.

## Historie

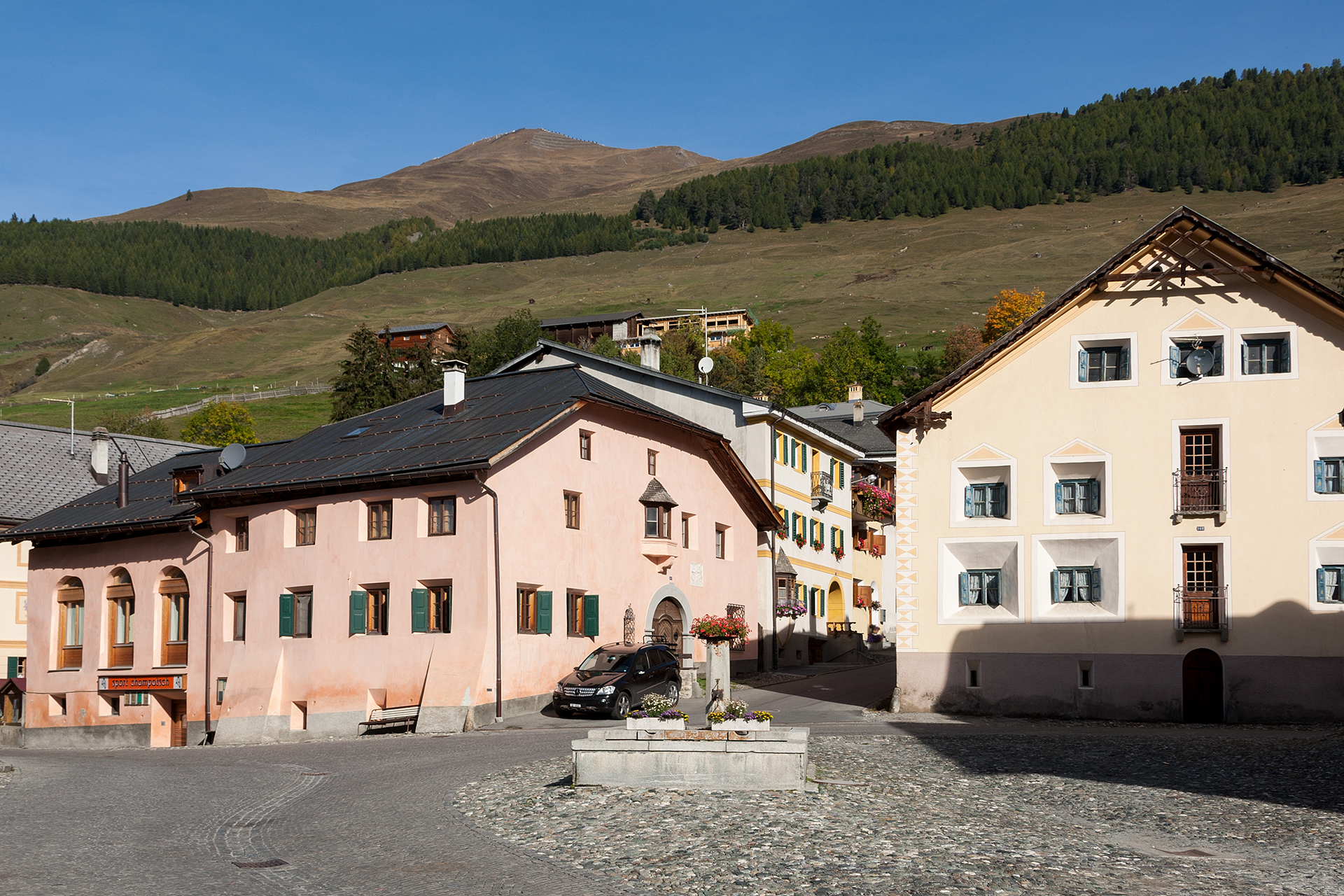
Hlavní náměstí v obci

První zmínka o obci Sent pochází z roku 930. O téměř 500 let později, v roce 1400, měla bývalá obec stejný rozsah jako dnes. Spolu se sousední obcí Scuol byl Sent v letech 1572 (300 domů, 1 000 obyvatel) až 1900 největší obcí v Engadinu. Dříve se obec nazývala Sinz či Sindes. Z onomastického hlediska zůstává název a jeho původ stále neobjasněn.
V roce 1499 rakouské vojsko vypálilo Sent do základů. Další požáry pak obec zasáhly v letech 1596, 1748, 1823, 1911 a 1921.
Až do roku 2014 byl Sent samostatnou politickou obcí. Na základě výsledků referenda se však k 1. lednu 2015 spolu s dalšími okolními obcemi (např. Ardez, Ftan) sloučil pod obec Scuol.

## Geografie

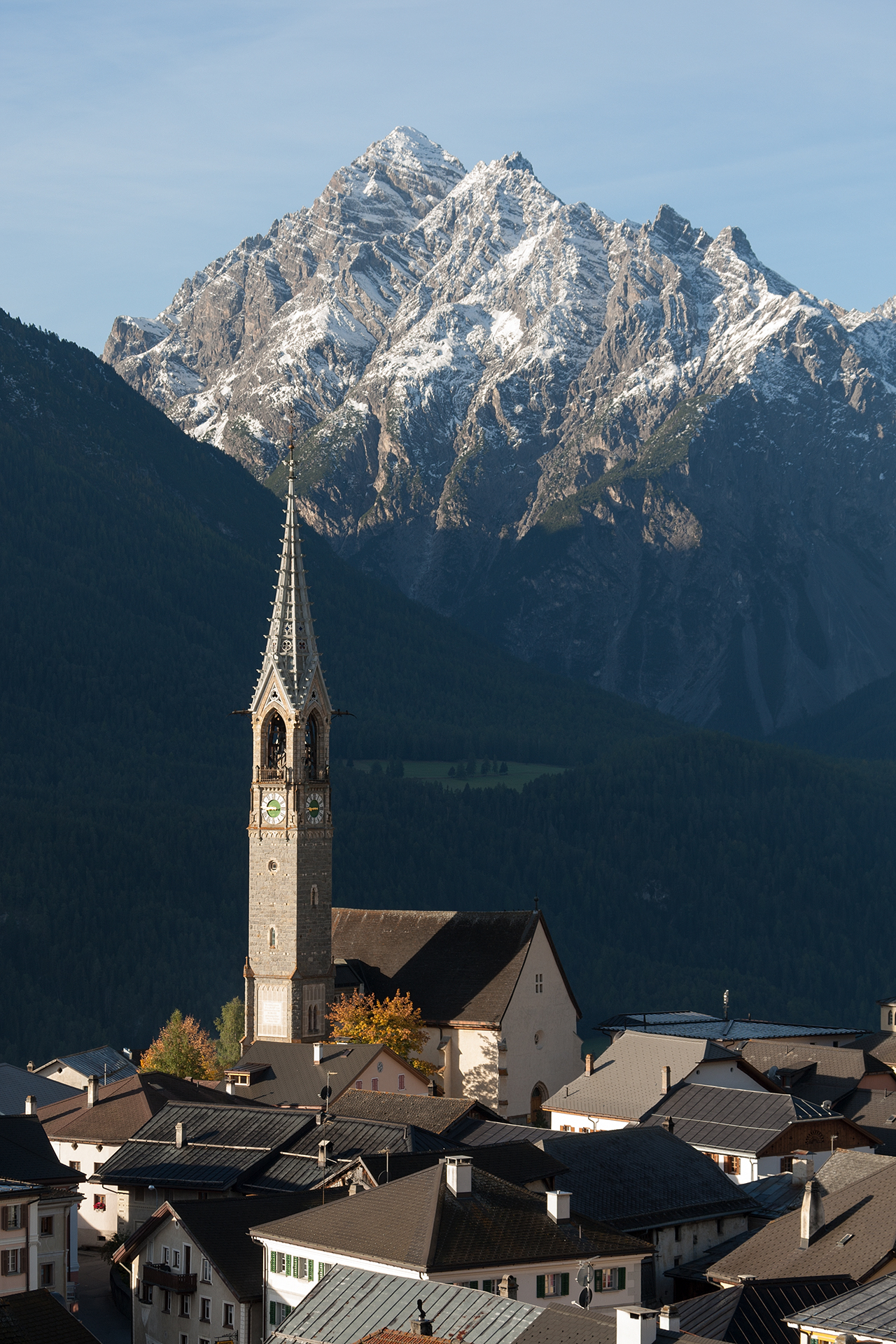
Místní kostel

Sent leží v dolním Engadinu, na slunné terase nad řekou Inn v nadmořské výšce asi 1 450 metrů. Pod obec patří také osady Sur En, Crusch, Sinestra a Zuort.

## Obyvatelstvo
| Rok            | 1835 | 1850 | 1900 | 1930 | 1950 | 1970 | 2000 | 2013 |
| Počet obyvatel | 1122 | 941  | 966  | 782  | 810  | 704  | 865  | 899  |

### Jazyky
Většina obyvatel stále používá jako každodenní jazyk dolnoengadinský dialekt rétorománštiny, Vallader. Všichni obyvatelé jej používali až do 19. století. Až do roku 1970 zde však žila malá německy mluvící menšina. V roce 1880 88 %, v roce 1910 již 89 %, v roce 1941 dokonce 91 % a v roce 1970 stále 86 % obyvatel uvádělo rétorománštinu jako svůj primární jazyk. Od té doby se podíl německy mluvících obyvatel prudce zvýšil. To je také uvedeno v následující tabulce:
| Jazyky v Sentu |                   |                   |                   |                   |                   |                   |
| Jazyk          | Sčítání lidu 1980 | Sčítání lidu 1980 | Sčítání lidu 1990 | Sčítání lidu 1990 | Sčítání lidu 2000 | Sčítání lidu 2000 |
| Jazyk          | Počet             | Podíl             | Počet             | Podíl             | Počet             | Podíl             |
| Němčina        | 89                | 12,79 %           | 154               | 20,00 %           | 232               | 26,82 %           |
| Rétorománština | 561               | 80,60 %           | 567               | 73,64 %           | 591               | 68,32 %           |
| Italština      | 32                | 4,60 %            | 23                | 2,99 %            | 15                | 1,73 %            |
| Počet obyvatel | 696               | 100 %             | 770               | 100 %             | 865               | 100 %             |